# روشان لزگین
روشان لزگین (زاده: ۱۹۶۴ در لیجه، دیاربکر) یکی از شاعران و داستان‌نویسان معاصر زبان کردی و از اهالی کشور ترکیه است.

## زندگی
روشان لزگین درس خواندن را از دبیرستان رها کرده اما کتاب‌خوان حرفه‌ای‌ست. او به‌طور معمول به زبان مادری خود؛ زازاکی حرف می‌زند و می‌نویسد. برای نوشتن از زبان کردی گویش کرمانجی نیز استفاده می‌کند. وی همچنین بر کردی سورانی و ترکی مسلط است و فارسی را نیز تا اندازه‌ای می‌داند.

## آثار
کتاب «زیر درخت بید» مجموعه داستان کوتاه روشان لزگین در سال ۲۰۰۲ در سوئد از طرف کانون‌های ادبی کردی جایزه گرفته‌است.
لزگین دو شعر از کتاب «عکس‌های منتشر نشده» را به زبان کردی کرمانجی و ترکی ترجمه کرد. وی همچنین رمان سه قطره خون صادق هدایت را از فارسی به کرمانجی ترجمه کرده‌است.
روشان لزگین شعر هم می‌نویسد و کتابی به نام «در دیوارها صورت ما پنهان است» مجموعه‌ای از شعرهای اخیر اوست.